# Planctoteuthis
Il genere Planctoteuthis Pfeffer, 1912 appartiene alla famiglia dei Chiroteuthidae ed è composto da calamari di piccole dimensioni, caratterizzati da un corpo fragile e gelatinoso. Questi organismi abitano le profondità marine, prevalentemente nelle zone mesopelagiche inferiori e batipelagiche, in acque tropicali e temperate di tutto il mondo.
Una peculiarità distintiva delle specie di Planctoteuthis è la conservazione di caratteristiche larvali anche negli stadi subadulti, suggerendo un fenomeno di neotenia. In particolare, mantengono la clava tentacolare tipica dello stadio larvale doratopside, un tratto unico tra i chiroteutidi subadulti. Inoltre, questi calamari sono privi sia di fotofori, organi luminosi presenti in altri cefalopodi, sia di una valvola del sifone.
Il genere comprende cinque specie riconosciute:
- Planctoteuthis danae (Joubin, 1931)
- Planctoteuthis exopthalmica (Chun, 1908)
- Planctoteuthis levimana (Lönnberg, 1896)
- Planctoteuthis lippula (Chun, 1908)
- Planctoteuthis oligobessa (R. E. Young, 1972)

Tuttavia, è stato suggerito che P. exopthalmica possa essere un sinonimo più recente di P. levimana.
La struttura anatomica del genere Planctoteuthis presenta caratteristiche uniche che lo distinguono da altri cefalopodi. Negli esemplari adulti, le braccia hanno una lunghezza simile tra loro, mentre nei giovani le braccia IV sono significativamente più lunghe. In queste, le ventose sono presenti solo nel terzo prossimale, lasciando il resto del braccio completamente privo di ventose. I tentacoli, invece, sono dotati di clave tentacolari piccole e compatte, prive di un apparato carpale per il bloccaggio e di carena. La testa si caratterizza per un collo allungato e un pilastro brachiale ben sviluppato, con occhi che tendono a sporgere ventralmente. Un'altra particolarità è l'assenza di una valvola del sifone, elemento comune in altri cefalopodi. Infine, Planctoteuthis è privo di fotofori, gli organi luminosi presenti in molte altre specie della stessa famiglia.
La fragilità di questi calamari rende difficile la loro raccolta e conservazione, spesso risultando in esemplari danneggiati che complicano gli studi tassonomici e morfologici. Nonostante ciò, la ricerca ha permesso di descrivere alcune specie e di approfondire la comprensione della loro distribuzione e biologia.
Ad esempio, Planctoteuthis danae è una delle specie più robuste del genere ed è riconoscibile per le sue pinne relativamente grandi e muscolose, con una lunghezza che supera il 50% di quella del mantello.
Inoltre, studi recenti hanno riportato per la prima volta la presenza di stadi doratopsidi di Planctoteuthis nel Golfo di California, Messico, descrivendo le caratteristiche morfologiche ottenute da tre dei cinque esemplari meglio conservati.